# 君田富
君田 富（きみた とみ、天明5年（1785年） - 文政2年2月25日（1819年3月20日））は、近江彦根藩の第13代藩主・井伊直中の側室で、第15代藩主・井伊直弼らの生母である。お富の方（おとみのかた）、彦根御前（ひこねごぜん）と通称された。法名は要妙院。

## 生涯
君田家の素性に関しては不明な点が多く、明確ではない。江戸麹町隼町の伊勢屋十兵衛（君田十兵衛重道）の娘という説、君田家の先祖は武田信玄に仕え勝頼没落後に下野で浪人となり、数代民間にあり、祖父の時代に彦根に訪れ「町住宅」していたという説がある。
富は幼年の頃から井伊家の中屋敷に仕え、長じて藩主直中の側室となった。直中の正室は陸奥盛岡藩主・南部利敬の姉の豊であったが、江戸城大奥と井伊家の交際を重視して直中の彦根退隠に従わず、江戸で生活を続けていたため、富は直中の寵愛を強く受けた。富は容姿が美しく、賢婦人の誉れが高かったので、井伊家家中からは彦根御前と呼ばれて尊敬された。
直中と富の間には、文化6年4月16日（1809年5月29日）に十一男の直元、文化7年12月5日（1810年12月30日）に十三男の直与（なおくみ、後の内藤政優）、文化12年10月29日（1815年11月29日）に十四男の直弼 が生まれている。
富は文政2年（1819年）2月に急死した。享年35。